# Giang Thành, Dương Giang
Giang Thành (tiếng Trung: 江城; bính âm: Jiāngchéng; Việt bính: gong1sing4) là một khu (quận) thuộc thành phố Dương Giang, tỉnh Quảng Đông, Trung Quốc. Quận có diện tích 453 km², nhân khẩu 55 vạn, mã bưu chính là 529525.
Giang Thành được chia thành:
- 8 Nhai đạo
  - Nam Ân nhai đạo (南恩街道)
  - Thành Nam nhai đạo (城南街道)
  - Thành Đông nhai đạo (城东街道)
  - Thành Tây nhai đạo (城西街道)
  - Bạch Sa nhai đạo (白沙街道)
  - Cương Liệt nhai đạo (岗列街道)
  - Thành Bắc nhai đạo (城北街道)
  - Trung Châu nhai đạo (中洲街道)
- 4 Trấn
  - Áp Pha trấn (闸坡镇)
  - Bình Cương trấn (平冈镇)
  - Phụ Trường trấn (埠场镇)
  - Song Tiệp trấn (双捷镇)